# Хочеш миру — готуйся до війни (Дискавері)

## Про епізод
Хочеш миру — готуйся до війни — восьмий епізод американського телевізійного серіалу «Зоряний шлях: Дискавері», який відбувається приблизно за десять років до подій оригінального серіалу «Зоряний шлях» та показує війну між Федерацією й клінгонами. Епізод був написаний Кірстеном Бейєром а режисував Джон С. Скотт.

## Зміст
На «Гагарін» напали 6 клінгонських суден. «Дискавері» поспішає на допомогу «Гагаріну» — клінгонські судна в захисних екранах і у них неможливо прицілитися. «Дискавері» стає між клінгонами і «Гагаріним» і приймає удар торпеди. Проте клінгони знищують корабель другою торпедою, скориставшись своєю маскувальною технологією. «Дискавері» виходить із зони бою.
Стамец виходить із спорового двигуна дезорієнтованим — він на місці кадетки бачить капітана. Від Террала капітан «Дискавері» дізнається — із «Гагаріним» загинуло ще 2 кораблі. А усі клінгонські кораблі використовували технології маскування.
Бажаючи знайти спосіб виявляти невидимі кораблі клінгонів, Бернем, Тайлер і Сару вирушають на планету Пааво, на якій знаходиться природно утворений передавач-кристал, що заповнює ефір вібраційною частотою планети. Вони сподіваються переналаштувати передавач, щоб він діяв як сонар. Групу висадки оточують місцеві істоти які не розпізнаються людськими приладами як форма життя. Планету населяють загадкові форми життя, які передають Сару своє розвинене поняття умиротворення.
Л'Релл, ніби для допиту, входить в камеру до адмірала Корнуелл. Насправді Л'Релл бажає допомогти Корнуелл втекти — в обмін на притулок для себе у Федерації. Вона розчарована діями Кола.
Дослідники на Пааво приходять за місцевими істотами в якесь приміщення. Сару доторкається до газового скупчення і його дещо дезорієнтує. Доки Сару прямує за газоподібними створіннями Тайлер пропонує Майкл імовірність спільного маййбутнього. Сільвія Тіллі запитує Стамеця про його стан. І Стамец змуцшено визнає — з ним щось відбувається.
Сару пояснює що Пааво — це симбіотична планета яка живе в мирі й група влягається відпочити. Під час відпочинку пааванці ментально спілкуються з Сару і він змінюється. Сару намагається змусити Бернем і Тайлера лишитися на планеті з ним ц знищує передавачі.
Л'Релл пробиваючись на свій скорабель повідомляє Корнуелл — вона хоче вбити Кола. Їх помічають інші клінгони й Л'Релл б'ється з адміралкою. Коруелл кидають на джерело струму й вона падає непритомна. Л'Релл йде викинути тіло Корнуелл.
Тайлер в розмові із Сару повідомляє — він хоче не перемогти а завдати своїм кривдникам щонайсильнішого болю. Сару дізнається — Тайлер хотів його затримати. Бернем вдається послати новий сигнал. Л'Релл відтягує тіло Корнуелл і знаходить тіла вбитих своїх співвірян та присягається помститися. Сару намагається знищити передавач; Бернем змушено стріляє в нього на приголомшення.
Місцеві жителі модифікують сигнал, який запрошує клінгонів на планету, в надії зупинити війну. «Дискавері» телепортує десант на борт. Сару пригнічений; йому прикро що він напав на Майкл і Тайлера. І він сумує за відчуттям спокою на Пааво.
Л'Релл присягає на вірність Колу, проте він засуджує її до смерті за зраду та вирушає на Пааво. «Дискавері» вирішує залишитися й захистити пааванців від клінгонів.

## Сприйняття та відгуки
Станом на січень 2021 року на сайті «IMDb» серія отримала 6.7 бала підтримки з можливих 10 при 3870 голосах користувачів. На «Rotten Tomatoes» 89 % схвалення при відгуках 18 експертів. Резюме виглядає так: «Дивно і чудово, „Si Vis Pacem, Para Bellum“ передає пас старому шкільному серіалу „Трек“ для облаштування його фіналу середнього сезону».
Оглядач «IGN» Скотт Коллура зазначав: «Це дуже приємне поєднання старих і нових стилів „Зоряного шляху“, що сприймає лінію клінгонської війни та всю супутню драму цієї ситуації. А також прищеплює до неї історію на планеті, яка приблизно така ж, як це відбувається в Зоряний шлях: Оригінальний серіал. Все це вдається також налаштувати середньосезонним фіналом наступного тижня, хоча епізод дійсно страждає від деяких заплутаних клінгонських тем, які, сподіваємось, будуть скоро прояснені».
В огляді інтернет-видання «Disco Night» зазначено: «Річ, за яку я глибоко вдячний. Великий вміст „Стар Трек“ — це те, чого я прагну, незалежно від того, в якому носії він наданий».
В огляді Den of Geek заначено: «Якщо епізод щось довів, це те, що Дискавері готовий піти дивно, коли справа стосується його форм дива»

## Знімались
- Сонеква Мартін-Грін — Майкл Бернем
- Даг Джонс — Сару
- Шазад Латіф — Еш Тайлер
- Ентоні Репп — Пол Стамец
- Мері Вайзман — Сільвія Тіллі
- Джейсон Айзекс — капітан Габріель Лорка
- Вілсон Круз — Гаг Калбер
- Мері К'єффо — Л'Релл
- Кеннет Мітчелл — Кол
- Майкл Бойсверт — Ковіл
- Конрад Коутс — Террал
- Емілі Коутс — Кейла Детмер
- Патрік Квок-Чун — Ріс
- Сара Мітіч — Ейріам
- Ойін Оладейо — Джоан Овосекун
- Ронні Роу — Брайс